# Guégnéka
Guégnéka is een gemeente (commune) in de regio Koulikoro in Mali. De gemeente telt 48.000 inwoners (2009).
De gemeente bestaat uit de volgende plaatsen:
- Ballan
- Dien
- Fana (hoofdplaats)
- Gouana
- N'Djinina
- Warsala
- Wérékéla
- Yolla